# Cosma di Maiuma
Cosma di Maiuma, conosciuto anche come Cosma di Gerusalemme, Cosma il Melode, Cosma il Poeta e Cosma Agiopolita (Gerusalemme, 706 – Maiuma, 760), è stato un religioso bizantino.

## Biografia
Fratello adottivo di Giovanni Damasceno, ebbe per maestro un asceta calabrese o siciliano, anche lui di nome Cosma, che, fatto prigioniero dei saraceni, venne liberato da Sergio padre di Giovanni Damasceno. Fu monaco nella laura di San Saba presso Betlemme; nel 743 ottenne la diocesi di Maiuma di Gaza. 

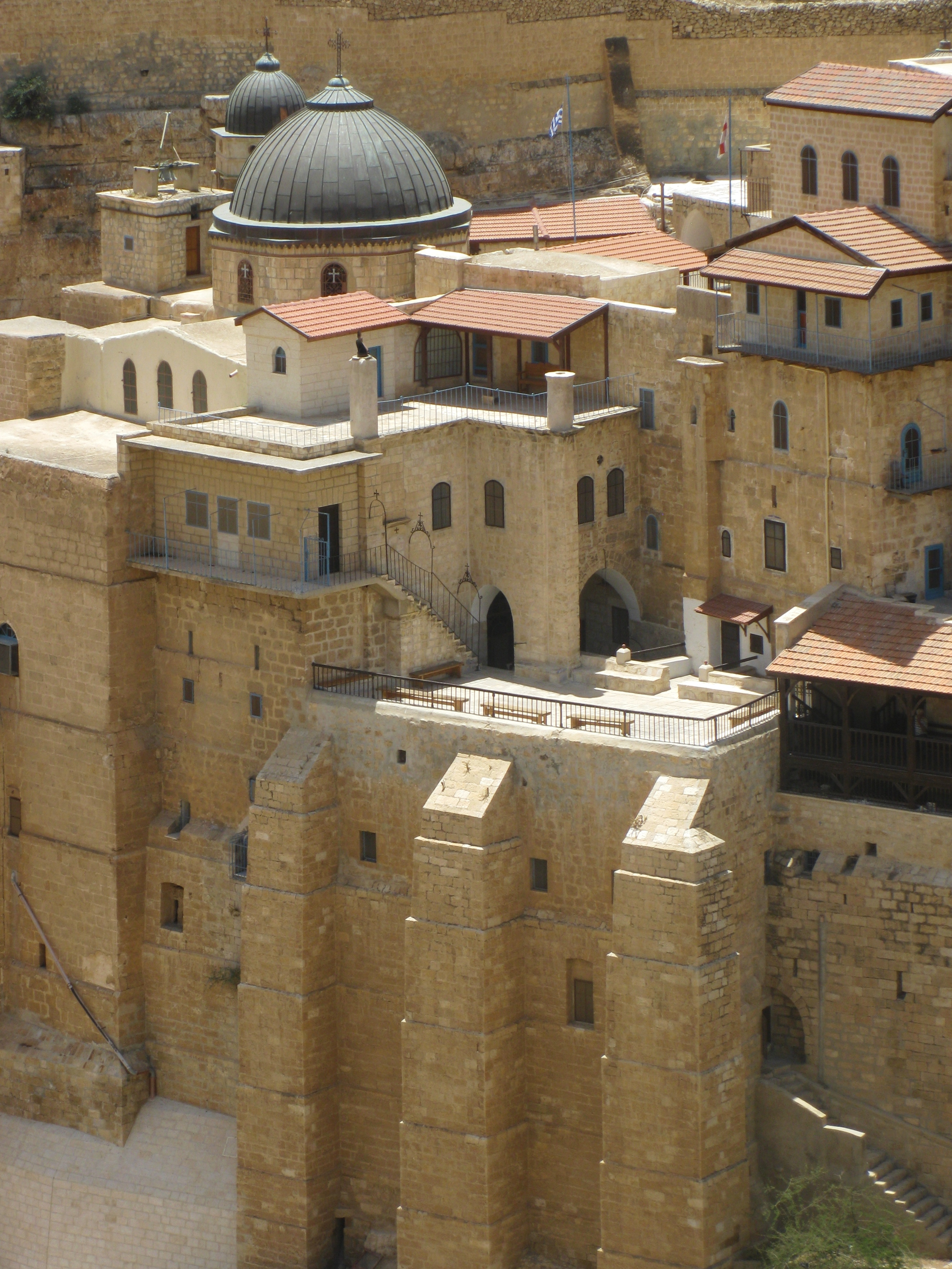
Monastero di San Saba, dove visse Cosma.

Fu autore di vari componimenti e di canoni molto ammirati dai coevi e ancor oggi in uso nella liturgia bizantina.

## Opere
Gli inni di Cosma sono reperibili, seppur con delle variazioni nella numerazione dei canoni, nella Patrologia Graeca di Jacques-Paul Migne in P.G., 98, 459-524, e anche nella raccolta di Christ-Paranikas, Anthologia graeca carminum christianorum (Leipzig, 1871), 161-204.

## Culto
La sua festa è il 15 gennaio.